# Horst Tappert
Horst Tappert, född 26 maj 1923 i Elberfeld, död 13 december 2008 i München, var en tysk skådespelare. Tappert är mest känd för att ha spelat huvudrollen i TV-serien Derrick under åren 1974-1998.